# Pure (國府田マリ子のアルバム)
『Pure』（ピュア）は、國府田マリ子の1枚目のオリジナルアルバム。1994年11月23日、KONAMIより発売。

## 解説
- コナミレーベルにおける國府田マリ子1枚目のアルバム。

## 収録曲
1. 僕らのステキ-suteki version-
作詞：戸沢暢美、作曲：前田克樹、編曲：岩本正樹
『ツインビーPARADISE2』オープニングテーマ
2. 誰のせいでもない二人
作詞：戸沢暢美、作曲：松原みき、編曲：岩本正樹
翌年の2ndシングル「みみかきをしていると」のカップリング曲としてリカットされた。
3. 晴れた日にバスに乗って
作詞：戸沢暢美、作曲・編曲：西脇辰弥
4. Harmony -pure mix-
作詞：國府田マリ子、作曲：松原みき、編曲：岩本正樹
1stシングル「僕らのステキ/Harmony」カップリング曲、ラジオ「ツインビーPARADISE2」エンディングテーマ
5. 風の音
作詞：国分友里恵、作曲・編曲：岩本正樹
6. 元気だしてね
作詞：早川矢寿子、作曲：加藤ユカリ、編曲：岩崎文紀
7. LOVE SONG
作詞：國府田マリ子、作曲：西沢明、編曲：岩崎文紀
8. Horizon
作詞：國府田マリ子、作曲：菜芽月まろん、編曲：光田健一
ラジオ番組『國府田マリ子のGM』（当時は『國府田マリ子のゲームミュージアム』）エンディングテーマ
9. Pure
作詞：國府田マリ子、作曲：菜芽月まろん、編曲：岩崎文紀
10. 前髪
作詞：戸沢暢美、作曲・編曲：西脇辰弥
11. HAPPY HAPPY CHRISTMAS
作詞：とみたきょうこ、作曲：松原みき、編曲：岩本正樹